# Сапераві (сорт винограду)
Сапера́ві (груз. საფერავი — дослівно, фарба, фарбувальник) — старовинний грузинський сорт винограду (та відповідного вина) пізнього періоду дозрівання, що одержав свою назву завдяки великій кількості в його ягодах фарбувальних речовин. На відміну від більшості червоних сортів винограду, ягода Сапераві має світло-рожевий сік.

## Розповсюдження
Сорт належить до еколого-географічної групи сортів басейну Чорного моря. У Грузії є найрозповсюдженішим червоним сортом винограду. Окрім Грузії культивується в Азербайджані та Узбекистані, в Україні (Херсонська, Миколаївська та Одеська області, Крим), в Російській Федерації (Ставропольський, Краснодарський краї та Дагестан), Казахстані.

## Характеристика сорту
Характеристики сорту можуть відрізнятись залежно від місця вирощування лози, крім того, є кілька різних за характеристиками клонів винограду. Нижче наводяться характеристики клону з Грузії.

### Ботанічний опис
Листя велике, округле, трилопатеве, інколи п'ятилопатеве, сітчасто зморшкувате, знизу з густим повстяним опушенням. Черешкова виямка відкрита, склепінчаста, ліроподібна, з гострим дном. Квітка двостатева з добре розвиненими маточкою і тичинками. У квітці п'ять тичинок, рідше чотири-шість. Тичинки трохи довші, ніж маточка. Гроно сапераві середнього розміру — від 13 до 21 см завдовжки та 7,5 — 12 см завширшки, зазвичай конусоподібні. Гроно містить близько 100—120 ягід. Середня вага грона в Кахетії доходить до 140—160 г. Ягоди середні або великі, овальні, темно-сині з сизим відтінком від нальоту кутину. Ягода розміром як правило, 1,6 х 1,45 см, овальна, ширша в центральній частині, а в кінці — округла. Колір темно-синій, майже чорний. Шкірка тонка, але міцна, його м'якоть соковита, злегка тверда навколо насіння, має приємний солодкий смак. У ягоді є приблизно від одного до чотирьох насінин. З 1000 ягід 20 % — ягоди з одним насінням, 56 % — з двома, 21 % — з трьома, а 3 % — з чотирма насінинами. Отже, середня кількість насіння в одній ягоді дорівнює 2,04. Насіння має довжину близько 7,0 мм та ширину 4,0 мм.

### Агротехнічні особливості
Вегетаційний період для різних районів значно розрізняється. Він довше в північних районах. Наприклад, в Україні вегетаційний період Сапераві триває до 172 днів, тоді як у республіках Центральної Азії — 138 днів. У північних районах сума активних температур, необхідна для повного дозрівання ягід Сапераві, визначається як 32 °C, тоді як у південних районах вона збільшується до 35 °C. Врожайність сорту може суттєво відрізнятись залежно від умов вирощування та клімату. Сапераві визначається високою стійкістю до борошнистої роси. Сорт відносно чутливий до грибкових захворювань та досить слабкий проти пошкодження філоксерою. Сапера́ві використовується як двостатева ліана для запилення ліан Екім Кара і Кефесія.

## Характеристики вина

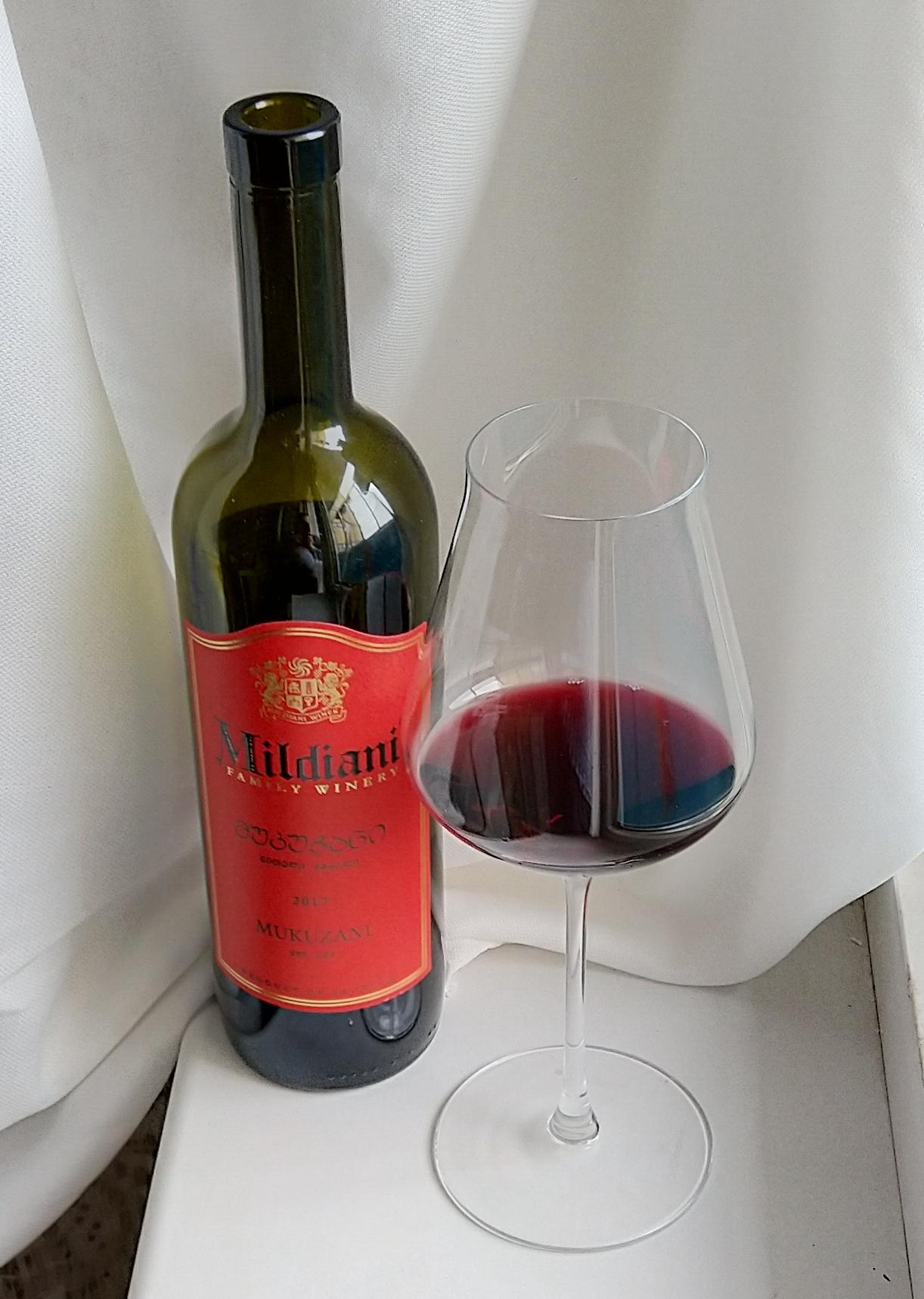
Мукузані — вино з сорту сапераві

З сапераві готують вина високої якості як європейського так і кахетинського типу. Виробляються різноманітні типи вина столові, десертні і міцні вина, а також виноматеріали для червоного ігристого. Можуть вироблятись як моносортові так і купажні вина.

### Характеристика вин європейського типу з сапераві
У Кахетії найкращі червоні столові вина виробляють із сапераві, що вирощується на правому березі Алазані на схилах Цив-Гомборі, переважно на гумусно-карбонатних ґрунтах. Вони схожі на бургундське вино, наприклад, вина верхніх Ходашені, Цинандалі, Шашіані, Вазісубані, Ахашені, Мукузані, Гурджаані та інші.
Відносно слабкі, повні, гармонійні вина бордоського типу виробляються із сапераві, який культивується на лівому березі Алазані — уздовж гір Кавказу, переважно в кальцієво-карбонатних та залізо-алювіальних некарбонатних ґрунтах. Це високоякісні червоні вина Кварелі (Кіндзмараулі), Напареулі, Сабу, Артані та інші.

### Органолептичні властивості вина
Смак, звичайно, залежить від місцезростання лози та типу вина. Вміст спирту у сухих винах — 10-13 %.
- колір насичений, темно-гранатовий;
- вміст танінів високий;
- букет: збалансований, фруктовий, з вершковим тоном;
- кислотність: достатньо висока.

Вживають із м'ясними стравами, також з гострим сиром. Завдяки високому вмісту танінів, вино має гарний потенціал для витримки, найкращі свої якості воно демонструє коли термін витримки складає від 4 до 30 років, може зберігати свої якості до 50 років.

## Послання
- Вина Грузії [Архівовано 19 липня 2012 у Wayback Machine.](рос.)
- Характеристика Сапераві на wineworld(рос.)